# Marian Jaslovský
Marian Jaslovský (* 9. března 1963) je slovenský publicista, redaktor a hráč na flétnu a saxofon.
Marian Jaslovský vystudoval filosofickou fakultu Univerzity Komenského v Bratislave v oboru hudební věda. Pracoval jako dramaturg agentury, flétnista v lidovém orchestru Vojenského uměleckého souboru, producent vydavatelství Opus, šéfredaktor knižního vydavatelství, redaktor magazínů Kankán a inZine, šéfredaktor gastronomického magazínu a profesionální copywriter. V letech 2004 až 2011 byl redaktorem deníku SME. Momentálně pracuje jako manažer sociálních médií ve společnosti Mindshare Slovakia.
Jako hudebník či producent spolupracoval s desítkami známých hudebníků. Momentálně působí ve skupinách Love 4 Money, Kubo Ursiny a Provisorium a ve vlastní formaci Cílová skupina. Je autorem či spoluautorem hudby ke dvěma představením v divadle GUnaGU – Ginsberg v Bratislave a Som hot dog. S Mariánem Benkovičem moderoval a hrál ve vlastní talkshow Celkom iný beat (divadlo GUnaGU).

## Ocenění
- 1999 – Výroční Cena Akademie slovenské populární hudby za publicistickou a editorskou činnost
- 2011 – nominace na Novinářskou cenu v kategorii reportáž (cyklus Místa literatury, Jsme-Víkend)